# Hans-Henning Freiherr von Beust
Hans-Henning Freiherr von Beust (17 de abril de 1913 - 27 de março de 1991) foi um oficial alemão que serviu durante a Segunda Guerra Mundial. Foi condecorado com a Cruz de Cavaleiro da Cruz de Ferro.

## Condecorações
| Cruz de Ferro 2ª Classe                          |
| Cruz de Ferro 1ª Classe                          |
| Folhas de Carvalho nº 336 25 de novembro de 1943 |